# De Meije
Pour les articles homonymes, voir Meije.
De Meije est un village-rue néerlandais situé à cheval à trois communes et deux provinces. Les communes de Bodegraven-Reeuwijk, Nieuwkoop et Woerden se partagent ce village, situé sur les Nieuwkoopse Plassen, le long de la rivière de Meije.

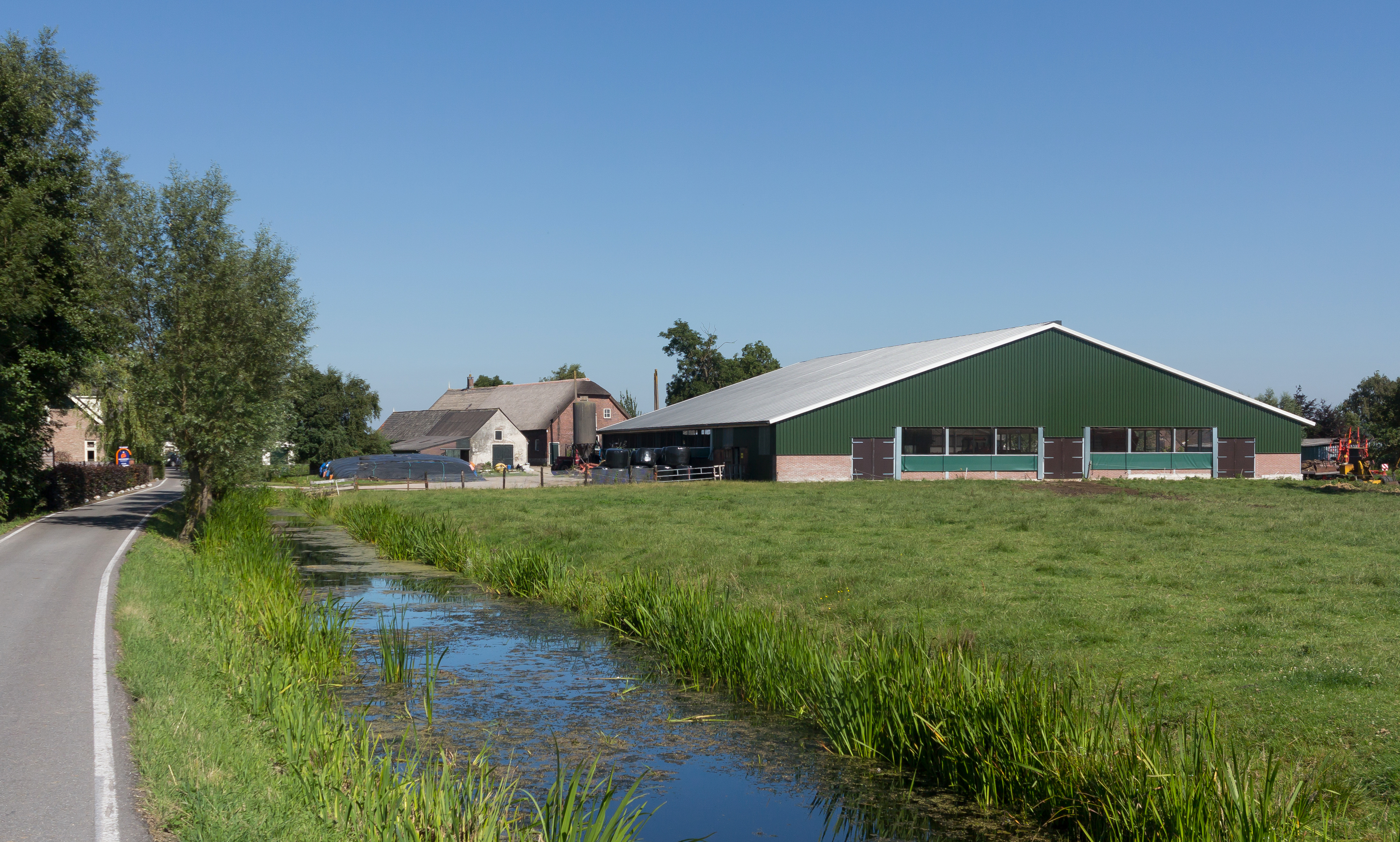
Ferme à De Meije-Woerden

Le 1er janvier 2008, le village comptait 408 habitants.